# Двадцять доларів
Двадцять доларів (англ. Twenty Bucks) — американська кінокомедія 1993 року, знята за повістю О. Генрі «Розповідь брудної десятки», але у фільмі події відбуваються на початку 1990-х років.

## Сюжет
Фільм розповідає історію 20-ти доларової банкноти, яка переходячи з рук до рук, стає причиною кумедних ситуацій. Від рук жебрачки, яка мріє виграти мільйони у лотерею, банкнота попадає до рук підлітка, далі до багатого промисловця, двох дрібних головорізів, переможця у конкурсі рибалок, старого, який раптово помирає від серцевого нападу та інших. Перелітаючи від одного власника до іншого, переходячи з одного гаманця до іншого, кожного разу вона стає причиною маленького оповідання, у якому двадцятидолорова банкнота майже «магічно» пов'язує в своїй нескінченній одіссеї маленькі історії жебраків, дітей, грабіжників, підлітків, нареченого і нареченої.

## У ролях
- Лінда Гант — Анжеліна
- Девід Раш — Бейкер
- Джордж Морфоген — Джек Голідей
- Сем Дженкінс — Анна Голідей
- Брендан Фрейзер — Сем Мастревський
- Елізабет Шу — Емілі Адамс
- Стів Бушемі — Френк
- Крістофер Ллойд — Джиммі
- Сполдінг Грей — священик
- Бабба Бейкер — Будда
- Розмарі Мерфі — тітка Дотті
- Кончетта Томей — мати Сема
- Пеггі Майлі — тітка Зоа
- Шогре Аґдашлу — Гада Голідей
- Девід Фреско — дядько Стеіш
- Ной Маргетс — Марк
- Мелора Волтерс — стриптизерка / директор похоронного бюро
- Гледіс Найт — місіс Маккормак
- Девід Швіммер — Ніл Кемпбел
- Вільям Мейсі — поліцейський
- Діана Бейкер — Рут Адамс

## Цікаві факти
- Український письменник Євген Гребінка у 1847 році написав оповідання «Пригоди синьої асигнації» з подібним сюжетом.